# Watanabeopetalia
Watanabeopetalia is een geslacht van echte libellen (Anisoptera) uit de familie van de Chlorogomphidae.

## Soorten
Watanabeopetalia omvat 4 soorten:
- Watanabeopetalia atkinsoni (Selys, 1878)
- Watanabeopetalia ojisan Karube, 2013
- Watanabeopetalia uenoi (Asahina, 1995)
- Watanabeopetalia usignata (Chao, 1999)